# در چشم شما (فیلم ۱۹۹۷)
در چشم شما (به هندی: Ankhon Mein Tum Ho) فیلمی هندی محصول سال ۱۹۹۷ و به کارگردانی آشیم سامانتا است. در این فیلم بازیگرانی همچون شاراد کاپور، سومان رانگاناتان، روهیت روی، آشوک کومار، راکهی گلزار و ساتین کاپو ایفای نقش کرده‌اند.